# 出産旅行
出産旅行（しゅっさんりょこう、英：Birth tourism）は、外国籍の妊婦が出生地主義の国に入国し、滞在中に出産して新生児に当該地の市民権、国籍を取得させること。主にアメリカ合衆国への出産旅行について用いられる。海外出産とも訳される。
出生地主義を採用している国、特にアメリカ合衆国での出産を指す。現在、全世界で出産旅行によって生まれた新生児に市民権を法的に許可する主要先進国は、米国とカナダの北米2カ国だけである。1986年にオーストラリアが、2005年にニュージーランドが出産旅行の殺到を機に出生地主義を撤廃し出産旅行が可能な移民国家（新世界）は米加を除き無くなった。
1990年代に入り、中華圏（台湾・香港・マカオ）の富裕層、中産階級を中心にアメリカ出産が爆発的なブームとなる。このように米国籍を持って生まれた子は赴美生子（中国語: 赴美生子）と呼ばれる。2000年代に入り、米国政府によって中国本土の居住者に対し観光ビザが自由化されると、中国共産党幹部、地方官僚の北米への亡命「裸官」が社会問題となり、本土の都市居住者の間で米国への出産旅行が急速に人気を博している。韓国では、兵役逃れのために財閥一族、富裕層を中心に出産旅行が行われてきた。2000年初頭をピークに米国出産が殺到したため韓国政府は2005年に国籍法を改正した。これにより、新生児の母親が米国（または外国）に2年以上居住していない場合、兵役を履行しなければ国籍放棄ができなくなった。
米国の推計によると、メキシコ、韓国、中国、台湾からの旅行者が多いが、東ヨーロッパからの出生旅行者の増加傾向にある。2003年にトルコ人の母親から生まれた米国籍の子は12,000人にのぼる。2009年からは観光ビザ自由化により、ロシア人のフロリダ州マイアミへの出産旅行者が急増している 。
母国語が通じる妊産婦ケア施設が存在するなど商業化している例もある。

## コストとリスク
出産旅行には莫大な費用がかかる。日本の駐在員・赴任保険、海外旅行保険は妊娠・出産費をカバーしないため総費用は全額実費となるためである（米国の民間医療保険に加入していない場合）。米国、カナダ共に日本国籍者は通常ノービザで90日の滞在が可能である。しかし、入国から入院、病院からの新生児の出生証明書発行、州政府からのパスポート発給までには90日以上かかる場合がある。
また妊婦の航空機搭乗は早産、新生児の合併症などの可能性があるため危険性もある。2015年、カリフォルニア州で出産する予定だった台湾人妊婦が搭乗していた機内で破水し出産するという事件も起きている。

## アメリカ合衆国

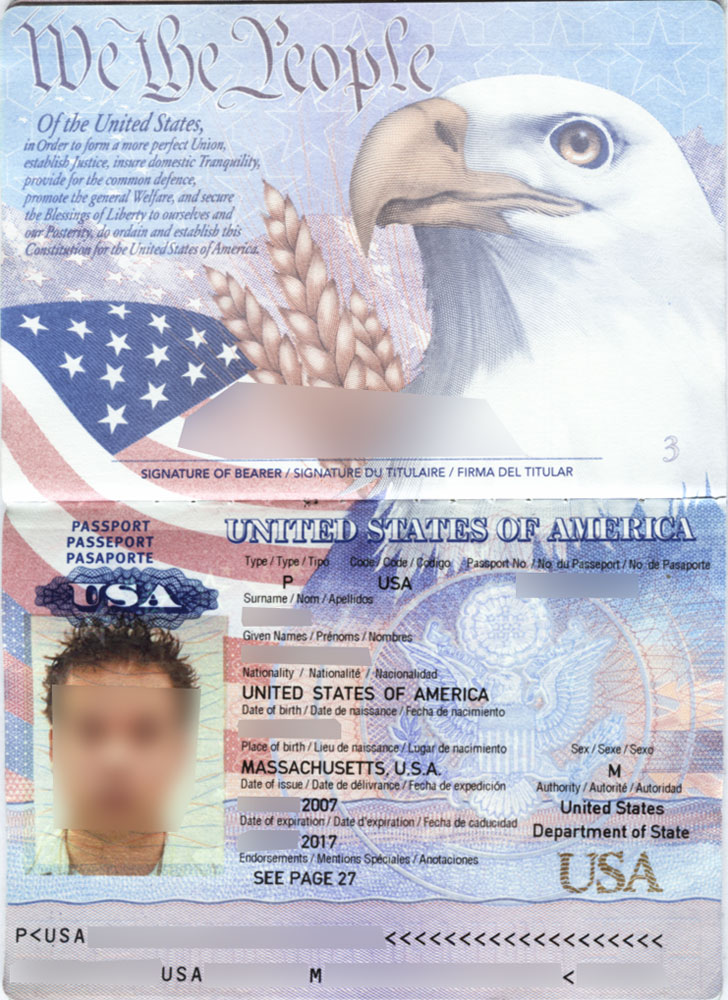
米国市民の旅券。アメリカ領土で生まれた全ての子は無条件で米国市民となり、州政府によってこのパスポートが発給される。

米国ではアメリカ合衆国憲法修正第14条において出生地主義を採用しており、親が外国籍であっても、滞在資格を問わずアメリカ本土とアメリカの海外領土で生まれた全ての子供に無条件で米国市民権（米国籍）を与えている。アメリカ生まれの子が21歳に達すると、自らを保証人に立て外国人の家族に市民権や永住権などを与えることができる（米国市民の最近親者呼び寄せ）
2015年時点での在米外国人（観光客、留学生、外国人労働者）、アンカーベイビーの出生数は40万人にのぼると推計されている 。アジア系の外国人妊婦は出産斡旋業者を通じてカリフォルニア州ロサンゼルス、サンフランシスコに多く滞在する。2016年トランプ政権発足後、米国本土への妊婦に対するビザ発給が厳しくなると、電子渡航認証システム（ESTA）を取得する必要がなく比較的安価なグアムやサイパン、また北マリアナ諸島などの米国自治連邦区が脚光を浴びている。米国は戸籍制度がないため、病院関係者や産婦人科の職員が出生証明書、社会保障番号（Social Security number・SSN）発行手続きを行う。
日本人の場合ではハワイ州での出産が著名であり、「ハワイ出産」として知られており芸能人を筆頭に1990年代に流行した。日系人、在米日本人が多く日本語が可能な医師、看護師が勤務していることがある。またビザ免除プログラムに加入している日本国籍者は、その他の先進諸国同様ビザ申請を免除されノービザで入国できる。なお、日本の国籍法第2条1号により出生時に父または母が日本国籍を有する場合に子は日本国籍を有するものとされることから（血統主義）、日本人を親に持ち米国で生まれた子供は21歳まで日本と米国の二重国籍となり、22歳までにいずれかの国籍を選択することになる（国籍法第14条）。米国では、連邦最高裁判所で多重国籍を認めているため外国籍のいずれかの国籍を選択する必要はない。また、男児の場合は現行法により18歳になったら徴兵名簿への登録義務（Selective Service System）があり、登録しなかった場合は250,000ドルの罰金、または5年間の禁固刑になる可能性がある。
米領サモア、米領スウェインズ島のアメリカ海外領土（自治領）で生まれた子は、アメリカ市民（US citizen）ではなくアメリカ国民（US National）となる。アメリカ国民は、米国市民権がないため米国市民ではないが米国本土で投票権と参政権を除くすべての権利を享受することができ、海外渡航する際は在外米国大使館からアメリカ市民と同様の扱いを受ける。このアメリカ国民（US National）は本土で6ヶ月以上居住し、簡単な確認手続きを経れば米国市民権が付与される。
また、米国政府は外交官（外国籍の大使、領事とその職員）の子には法的にアメリカ市民権を与えない。外交官の子にはパスポートは発給されず出生証明書のみ発給される。出生地主義を認める修正憲法14条は、自国出生者を「米国司法省管轄内にある者」と規定しているが、外交関係に関するウィーン条約により外国籍の外交特権を有する外交官は治外法権とされこの司法権の管轄ではないためである。

## カナダ
1947年以降、カナダはカナダ国籍法（英語: Canadian nationality law）により出生地主義を採用しているため、カナダ領土で生まれた全ての子に無条件でカナダ市民権（カナダ国籍）を与えている。近年では、米国内国歳入庁の徴税政策の強化により規制の緩いカナダも注目を浴びている。
2001年9月11日の同時多発テロ以降は、米国愛国者法などの影響も受けビザ発給が厳しくなったが依然として多い。米国と異なり憲法の条文で保証されていないため、英連邦のカナダはオーストラリアとニュージーランド同様、国籍法の改正により出生地主義の条項を修正する可能性がある。主な旅行先はトロントやバンクーバーなどの東部主要都市などがある。
ケベック州ではの州の出生証明書があれば、同州に在籍している大学生の学費を減免する制度がある。
米国と同様、カナダも外交官の子にカナダ市民権を与えない。

## ニュージーランド
ニュージーランドはかつて出生地主義国であった。1978年から2005年12月31日まで、ニュージーランドで生まれた子は無条件でニュージーランドの市民権を取得した。入国審査とビザ発給が容易で北米よりも物価が安く入国に経済的負担が少ないという利点もあった。また、ニュージーランド市民がオーストラリア在留権を得ることができるトランス・タスマン旅行条約（Trans-Tasman Travel Arrangement）を利用して、将来的に子供をオーストラリアの大学に入学させようとする親もいた。
2000年初頭から出産旅行者が殺到し2005年4月21日、ニュージーランド国民党主導で国籍法改正案が発議され議会を通過しニュージーランド国籍法（英語:  New Zealand nationality law）が改正、出生地主義が撤廃された。これにより、2006年1月1日からニュージーランドで生まれた子は親の一人が、ニュージーランド市民・永住者、オーストラリア市民・永住者でない限り同地で生まれても市民権を取得できない。

## アイルランド
アイルランドもまたかつては出生地主義国であった。アイルランド憲法27条により、アイルランド島（イギリス領土の北アイルランドも含む）で生まれた全ての子に無条件で市民権を与えていた。アイルランド国籍だけでなく欧州連合の市民（EU市民）の権利も獲得できるため出産旅行者が殺到した。しかし、出産旅行の急増を懸念し2004年に国民投票による憲法改正で出生地主義を事実上撤廃した。これにより出生地主義を採用する欧州諸国は無くなった。
現在、親の一人がアイルランド国籍、イギリス国籍、EU市民などの永住者でない限りアイルランド及び北アイルランドで生まれた子に市民権を与えていない。

## アルゼンチン
ロシア人妊婦がアルゼンチンで出産旅行している。